# Venice Baroque Orchestra
Venice Baroque Orchestra – włoski zespół specjalizujący się głównie w wykonaniach muzyki dawnej, założony w 1997 przez Andrea Marcona.
Współpracował z wieloma, światowej sławy artystami, m.in. z Giuliano Carmignolą, Cecilią Bartoli, Magdaleną Kožená, Rominą Basso, Simone Kermes, Anną Netrebko, Andreasem Schollem czy Wiktoriją Mułłową.
Za swe nagrania otrzymał szereg nagród, wśród których można wymienić Diaspason d’Or, Choc du Monde de la Musique, Echo Preis czy Edison Award.
10 kwietnia 2009 wystąpił razem z Sarą Mingardo w Filharmonii Krakowskiej w ramach festiwalu Misteria Paschalia.